# Злин Z-XII
Злин Z-XII је чехословачки једномоторни, двоседи, једнокрилни нискокрилац, потпуно дрвене конструкције, са фиксним стајним трапом који се користио као лаки спортски авион између два светска рата и у току Другог светског рата. 

## Пројектовање и развој
Први пут је полетео 1935. године. Пројектовао га је инж. Јарослав Лонек. Производила га је чехословачка фирма Zlínská Letecká Akciová Společnost (Zlín) из Отковица која је пословала у оквиру групе Бата.

## Технички опис
Авион Злин Z-XII је једнокрили, слободноносећи нискокрилни, двоседи једномоторни авион потпуно дрвене конструкције.
Труп му је био неправилног правоугаоног попречног пресека, конструкција трупа је решеткаста дрвена конструкција, неправилног правоугаоног попречног пресека обложена дрвеном лепенком, док је моторни простор био обложен алуминијумским лимом.
Авион је био опремљен једним ваздухом хлађеним радијалним мотором Злин Перси II снаге 47 kW (63 KS) или са линијским ваздухом хлађеним мотором Walter Mikron снаге 37 kW (50 KS) и дрвеном двокраком вучном елисом фиксног корака.
Крила су била дебелог профила дрвене конструкције трапезастог облика обложена делимично дрвеном лепенком а делимично импрегнираним платном.
Стајни трап је био класичан фиксан са гуменим точковима.

### Варијанте авиона Злин Z-XII
- Z-XII - авион са мотором Злин Перси I снаге 33 kW (44 KS) или мотором Злин Перси II снаге 47 kW (63 KS), подваријанте су авиони са отвореним или покривеним кокпитом.
- Z-212 - авион са мотором Walter Mikron снаге 37 kW (50 KS).

## Оперативно коришћење
Укупно је произведено око 250 примерака ових авиона. Авион је био веома популаран па је продат у 20-так земаља. Мада замишљен као лаки спортски авион масовно се користио за обуку како спортских тако и војних пилота. Производња овог авиона је трајала и за време немачке окупације Чехословачке све до 1943. године.

### Авион Злин Z-XII у Југославији
Фабрика обуће БАТА из Борова је за потребе пилотске школе Месног аероклуба у Борову набавила 1938. године један спортски двосед типа Злин Z-XII, Авион је имао чехословачке ознаке OK-LZM а кад је регистрован у Југославији добио је регистрациону ознаку YU-PFD.
Почетком 1939. године БАТА из Борова је набавио још три авиона Злин Z-XII. Први је имао чешку регистрацију OK-LZQ па је добио југословенску YU-PFT, други је имао чешку регистрацију OK-LZG а добио југословенску YU-PFU, док је трећи авион имао чешку регистрацију OK-ZLZ, немачку D-CZLZ (тада је већ дошло до немачке окупације Чешке и Моравске па су брисане у регистрацијама националне ознаке Чехословачке ОК и уведене немачке ознаке D), и на крају југословенску YU-PFV.
Све ове авионе је уочи Априлског рата реквирирало Војно Ваздухопловство Краљевине Југославије (ВВКЈ) као и све остале приватне авионе и авионе Аероклубова и коришћени су као авиони за тренажу резервних војних пилота, и авиони за везу. Зна се да је авион Злин Z-XII регистрације YU-PFV уништен у Нишу 6. априла 1941. године а остале авионе типа Злин Z-XII су заробили Немци при окупацији Југославије.

## Земље које су користиле авионе Злин Z-XII
| - Аргентина - Алжир - Бразил - Египат - Финска - Индија - Јапан | - Јужна Африка - Мозамбик - Трећи рајх - Чехословачка - Пољска - Мађарска - Румунија | - Краљевина Југославија - Словачка - Шведска - Индија - Тунис - Уједињено Краљевство - Сједињене Државе |